# Pedro Angulo Novoa
Pedro Angulo Novoa (Concepción, 1799—Valparaíso, 26 de mayo de 1859), oficial de la marina de Chile.

## Biografía
Desde joven se embarcó en las naves de cabotaje de su padre llegando a ser capitán en ellas. Participó activamente en la guerra de la independencia de Chile, fue uno de los primeros oficiales de la naciente Armada de Chile.
Participó en la Expedición Libertadora del Perú como comandante de la fragata mercante Hércules y posteriormente en la expedición libertadora de Chiloé como comandante de la fuerza de transportes.
En 1824 fue hecho prisionero y en 1825 embarcado en la nave Clarington para ser conducido a España para ser juzgado. En el viaje fracasó en sublevar a la tripulación de la nave que lo trasladaba por lo que fue transferido al bergantín Aquiles. Logró apoderarse de este, lo condujo hasta México y luego a Valparaíso donde lo entregó al gobierno chileno.
En 1826 fue designado ayudante del capitán de puerto de Valparaíso. Sin perjuicio de su puesto en la capitanía de puerto, en 1830 fue nombrado comandante del Aquiles, participando en la expedición que incorporó Chiloé a la República. También participó en la guerra civil de 1831 y terminada esta fue nombrado capitán de puerto en propiedad de Valparaíso y ascendido al grado de capitán de fragata.
Como comandante del bergantín Aquiles, en 1836, tuvo una destacada actuación al capturar en Valparaíso la fragata Monteagudo y luego en el puerto de El Callao las naves de la Confederación Perú-Boliviana: Santa Cruz, Arequipeño y Peruviana.

## Juventud
Hijo de Lucas Angulo, empresario naviero de Concepción y de doña. Novoa, nació en Concepción en 1803. Desde joven comenzó su aprendizaje náutico embarcándose en las naves de su padre, llegando muy joven a convertirse en capitán mercante.

## Expedición Libertadora del Perú
Participó activamente en la guerra de la independencia de Chile, incorporándose a la naciente marina de las fuerzas patriotas. El 20 de agosto de 1820, con solo 17 años de edad fue designado comandante de la fragata mercante Hércules, transporte de tropas de la Expedición Libertadora del Perú. Terminada esta comisión continuó ejerciendo el cabotaje entre los puertos peruanos y chilenos.

## Toma del bergantínAquiles– Ingreso a la Armada
En 1824 fue hecho prisionero por las fuerzas españolas. En 1825 fue embarcado en la nave Clarington para ser trasladado a España para ser juzgado; en el trayecto trató de sublevar a su tripulación por lo que fue transferido al bergantín Aquiles.
En marzo de 1825 logró apoderarse del mando del Aquiles con el que se dirigió a México y luego a Valparaíso, donde hizo entrega de la nave al gobierno chileno. En retribución, éste lo incorporó a la Armada con el grado de capitán de corbeta

## Incorporación de Chiloé a la República
Entregado el mando del Aquiles, el capitán Angulo fue nombrado Comandante de Transportes de la expedición que el gobierno del general Ramón Freire organizó para ir a la conquista de Chiloé, último reducto español en el país. La expedición zarpó de Valparaíso el 27 de noviembre de 1825 y arribó a Chiloé el 9 de enero de 1826. Luego de las victorias de Pudeto y Bellavista que incorporaron Chiloé a la naciente República,  Angulo fue nombrado ayudante del gobernador de Chiloé y posteriormente nombrado comandante de la fragata transporte Ceres que trajo hasta Valdivia y Talcahuano a los prisioneros españoles.
Terminada la comisión fue asignado como ayudante del capitán de puerto de Valparaíso. En enero de 1830 fue designado comandante del bergantín Aquiles actuando bajo las órdenes del gobierno se dirigió a patrullar el área de la bahía de Concepción hasta el término de la guerra civil, regresando a Valparaíso donde asumió el cargo de capitán de puerto en propiedad y fue ascendido a capitán de fragata en premio a sus méritos.

## Expedición del general Freire a Chiloé
El general Ramón Freire exdirector Supremo de Chile, exiliado en Perú, planificó derrocar al gobierno chileno del general José Joaquín Prieto para lo cual arrendó y equipó dos naves: el Orbegozo y el Monteagudo. Las naves zarparon hacia el sur con la misión de establecerse en la isla Grande de Chiloé.
El gobierno chileno en conocimiento de este movimiento, en julio de 1836 designó al capitán Angulo comandante del Aquiles y lo envió a interceptar las naves. A la altura de Valparaíso avistó la fragata Monteagudo la que luego de recibir una andanada por parte del Aquiles, arrió su bandera y se entregó.
El general Freire fue tomado prisionero y deportado al archipiélago Juan Fernández.

## Captura de los buques de la Confederación Perú-Boliviana
Luego Angulo con el Aquiles y la goleta Colo Colo se dirigieron al norte en búsqueda de nuevas naves expedicionarias de Freire, el Aquiles a El Callao y el Colo Colo a Arica.
El Aquiles arribó a El Callao el 21 de agosto de 1836 y esa misma noche el comandante Angulo con 80 hombres en 5 embarcaciones capturaron al abordaje y por sorpresa la barca Santa Cruz, el bergantín Arequipeño y la goleta Peruviana. Las naves fueron llevadas a remolque hasta dejarlas fuera del alcance de los cañones de defensa del puerto.

## Últimos años
Angulo, en 1829  había contraído matrimonio con doña Petronila del Carmen Lecumberry Novoa,  perteneciente a una antigua familia de Concepción con la que tuvo seis hijos.
Luego de la captura de las naves de la Confederación, Angulo regresó nuevamente a su puesto de capitán de puerto de Valparaíso. Al término del conflicto, en 1840,  fue transbordado como capitán de puerto de Talcahuano.
En diciembre de 1844 se le concedió licencia temporal por motivos de salud y se trasladó a Valparaíso, puerto en el que falleció el 26 de mayo de 1859.

## Legado
La Armada de Chile en 1983 bautizó con su nombre una de las salas de estudio de la Escuela Naval en reconocimiento hacia su persona como un ejemplo de conducción militar, capacidad profesional y patriotismo a la vez de audacia y acertada ejecución en las difíciles misiones que realizó y que coronó con éxito.